# 4. децембар
4. децембар (4.12.) је 338. дан године по грегоријанском календару (339. у преступној години). До краја године има још 27 дана.

## Догађаји
- 1110 — Крсташи су освојили Сидон.
- 1154 — Николас Брекспир, први и једини Енглез који је биран за папу, устоличен за поглавара римокатоличке цркве као Хадријан IV.
- 1639 — Енглески астроном Џеремаја Хорокс обавио прво посматрање проласка Венере.
- 1563 — Одржано је последње заседање Тридентског концила.
- 1791 — Изашао први број британског „Обзервера“, најстаријег недељног листа у свету.
- 1829 — Британци у Индији забранили обичај спаљивања удовица приликом спаљивања њихових мужева на посмртној церемонији.
- 1841 — Представом „Смрт Стефана Дечанског“ Јована Стерије Поповића у бившем складишту царинарнице на Сави у Београду отворено "Позориште на Ђумруку“. Штампан први позоришни плакат и наплаћиване улазнице. Организатори позоришта били глумац и редитељ Атанасије Николић и драмски писац Јован Стерија Поповић.
- 1936 - Освећен Дом студенткиња у Београду.[1]
- 1943 — Председник САД Теодор Рузвелт, британски премијер Винстон Черчил и турски председник Мустафа Исмет Инени у Каиру разматрали заједничке акције у оквиру антихитлеровске коалиције. Турска, међутим, одбила да објави рат Немачкој.
- 1944 — Динарска четничка дивизија под командом Момчила Ђујића рано ујутру успешно извршила пробој из партизанског обруча, поразивши на препад многобројније и боље наоружане партизане код села Пађене и наставила пробој према западним савезницима у Италији. До циља је стигло преко 10,000 бораца и цивила чиме је динарска дивизија остала једина непоражена формација Југословенске војске у отаџбини.
- 1974 — У близини главног града Шри Ланке Коломба срушио се холандски авион „DC-8“. Погинули сви путници и чланови посаде, њих 191.
- 1977 — Отмичари преузели лет 653 малезијске авиокомпаније и авион се срушио у Тањонг Купанг-у, Јохор, усмртивши 100.
  - Диктатор Жан-Бедел Бокаса крунисао се за цара Централноафричког царства. Трошкови церемоније крунисања износили колико и четвртина националног производа земље.
- 1980 — У авионској несрећи близу Лисабона, за коју се сумња да је последица саботаже, погинуо премијер Португалије Франсиско Са Карнеиро.
- 1991 — Отмичари ослободили последњег Американца, новинара Терија Андерсона, који је као талац у Либану провео 2.454 дана. Припадници исламског џихада киднаповали Андерсона 16. марта 1985.
- 1995 —
  - Министри иностраних послова Европске уније на састанку у Бриселу суспендовали санкције Југославији, уведене 1992. због умешаности Владе Југословије у рат у Босни и Херцеговини.
  - Први војници НАТО, претходница трупа за примену Дејтонског мировног споразума, слетели у два авиона на сарајевски аеродром.
- 1998 — Последњи борци Црвених Кмера“ предали се армији Камбоџе, чиме је после две деценије окончана борба тог маоистичког покрета против Владиних снага.
- 2001 — Израелска војска ушла у неколико палестинских градова на Западној обали и заузела међународни аеродром у Гази.

## Рођења
- 1795 — Томас Карлајл, шкотски есејиста, сатиричар, историчар, преводилац, филозоф и математичар. (прем. 1881)[2]
- 1861 — Никола Кашиковић, српски публициста, уредник и власник српског књижевног листа Босанска вила, и сакупљач српских народних умотворина. (прем. 1927)[3]
- 1892 — Франсиско Франко, шпански генерал и политичар. (прем. 1975)[4]
- 1893 — Аугуст Цесарец, хрватски књижевник, новинар и политички радник. (прем. 1941)[5][6]
- 1895 — Фенг Јоу-лан, кинески филозоф и историчар филозофије. (прем. 1990)[7]
- 1908 — Алфред Херши, амерички бактериолог и генетичар, добитник Нобелове награде за физиологију или медицину (1969). (прем. 1997)[8]
- 1914 — Рудолф Хаузнер, аустријски сликар, графичар и вајар. (прем. 1995)[9]
- 1921 — Дијана Дербин, канадска глумица и певачица. (прем. 2013)[10]
- 1922 — Жерар Филип, француски глумац. (прем. 1959)[11]
- 1934 — Стојанка Алексић, микробиолог, научни истраживач, универзитетски професор.[12]
- 1944 — Мирослав Вардић, српски фудбалер. (прем. 2018)[13]
- 1949 — Џеф Бриџиз, амерички глумац, продуцент и музичар.[14]
- 1953 — Жан Мари Пфаф,  белгијски фудбалски голман.
- 1954 — Тони Тод, амерички глумац. (прем. 2024)
- 1961 — Кори Удовички, српска економисткиња и политичарка.
- 1963 — Сергеј Бупка, украјински атлетичар.[15]
- 1964 — Урош Ђурић, српски сликар и глумац.
- 1964 — Сертаб Еренер, турска музичарка.[16]
- 1964 — Мариса Томеј, америчка глумица.[17]
- 1965 — Улф Кирстен, немачки фудбалер и фудбалски тренер.
- 1969 — Џеј-Зи, амерички хип хоп музичар, музички продуцент и предузетник.[18]
- 1973 — Тајра Бенкс, америчка глумица, продуценткиња, списатељица, певачица и модел.[19]
- 1973 — Фери Корстен, холандски ди-џеј и музички продуцент.[20]
- 1974 — Анке Хубер, немачка тенисерка.[21]
- 1975 — Игор Хинић, хрватски ватерполиста.[22]
- 1976 — Бошко Ћирковић, српски хип хоп музичар.
- 1981 — Матија Квасина, хрватски бициклиста.[23][24]
- 1982 — Невена Аџемовић, српски модел, певачица и политичарка.
- 1982 — Ник Вујичић, аустралијски евангелиста и подстицајни предавач српског порекла.
- 1987 — Милош Митић, српски атлетичар и параолимпијац. (прем. 2018)
- 1989 — Душко Бунић, српски кошаркаш.[25]
- 1991 — Дује Дукан, хрватско-амерички кошаркаш.[26]
- 1991 — Зои Куш, америчка порнографска глумица.
- 1994 — Габријел Лундберг, дански кошаркаш.
- 1996 — Диого Жота, португалски фудбалер. (прем. 2025)
- 1998 — Стефан Ђорђевић, српски кошаркаш.[27][28]

## Смрти
- 1371 — Урош Немањић, син цара Душана
- 1642 — Арман Жан ди Плеси де Ришеље, француски државник, кардинал[29]
- 1679 — Томас Хобс, енглески филозоф[30]
- 1798 — Луиђи Галвани, италијански физичар и анатом[31][32][33]
- 1849 — Јован Пачић, српски сликар и књижевник[34]
- 1914 — Миливоје Стојановић, српски официр и командант
- 1926 — Ивана Кобилца, словеначка сликарка[35]
- 1945 — Томас Хант Морган, амерички биолог и генетичар[36]
- 1954 — Иво Параћ, хрватски композитор
- 1975 — Хана Арент, немачки филозоф
- 1976 — Едвард Бенџамин Бритн, енглески композитор 20. века.[37][38]
- 1992 — Зоран Боровина, пуковник Војске Републике Српске.
- 1993 — Френк Запа, амерички музичар[39]
- 2000 — Бенџамин Харисон Холкомб, до тада најстарији човек на свету (111 год.)

## Празници и дани сећања
- Српска православна црква слави:
  - Ваведење пресвете Богородице